# Buford (Carolina del Sud)
Buford és una comunitat no incorporada i un lloc designat pel cens (CDP) al Comtat de Lancaster (Carolina del Sud), Estats Units. És a la intersecció de les carreteres de Carolina del Sud 9 i 522. Fou inclòs per primer cop com a CDP al cens del 2020 registrant una població de 398.
La comunitat rebé el nom d'Abraham Buford (1747–1833), comandant de l'Exèrcit Continental durant la massacre de Waxhaw durant la Revolució Americana.

## Educació
L'educació pública a Buford és administrada pel districte escolar del comtat de Lancaster. El districte opera l'escola primària de Buford Elementary School i l'escola secundària Buford Middle School i l'intitut Buford High School.

## Demografia
Nota: el cens dels EUA tracta els hispans/llatins com una categoria ètnica. Aquesta taula exclou els llatins de les categories racials i els assigna a una categoria separada. Els hispans/llatins poden ser de qualsevol raça.
| Raça / ètnia                        | Pop 2020 | % 2020  |
| ----------------------------------- | -------- | ------- |
| Blanc (NH)                          | 356      | 89,45%  |
| Negre o afroamericà (NH)            | 9        | 2,26%   |
| Nadiu americà o nadiu d'Alaska (NH) | 4        | 1,01%   |
| Asiàtic (NH)                        | 6        | 1,51%   |
| Solament illenc del Pacífic (NH)    | 0        | 0,00%   |
| Una altra raça (NH)                 | 3        | 0,75%   |
| Raça mixta/Multi-racial (NH)        | 14       | 3,52%   |
| Hispà o llatí (de qualsevol raça)   | 6        | 1,51%   |
| Total                               | 398      | 100,00% |